# Xian autonome tu de Huzhu
Le xian autonome tu de Huzhu (chinois : 互助土族自治县 ; pinyin : hùzhù tǔzú zìzhìxiàn) est un district administratif autonome de la minorité Tu (ou Monguer/Monguor), de la province du Qinghai en Chine. Il est placé sous la juridiction de la ville-préfecture de Haidong.

## Démographie
La population du district était de 368 106 habitants en 1999.
Population des principales villes en 2000 :
- Weiyuan 51 318 habitants,
- Wushi 17 527 habitants.

### Subdivisions administratives
Le xian comporte huit bourgs, dont deux ethniques de la minorité Tu/Monguor, neuf cantons (乡, xiāng) et deux cantons ethniques (民族乡, mínzú xiāng) :
- Le bourg de Xiaqiong (威远镇), situé au centre de Batang, en est le centre politique, économique et culturel.
- Le bourg de Danma (zh) (丹麻镇)
- Le bourg de Gaozhai (zh) (高寨镇)
- Le bourg de Nanmenxia (zh) (南门峡镇)
- Le bourg de Jiading (zh) (加定镇)
- Le bourg de Tangquan (zh) (塘川镇)
- Le bourg de Wushi (zh) (五十镇)
- Le bourg de Wufeng (zh) (五峰镇, bourg Tu/Monguor)
- Le canton de Hongyazigou (zh) (红崖子沟乡)
- Le canton de Halazhigou (zh) (哈拉直沟乡)
- Le canton de Dongshan (zh) (东山乡, bourg Tu/Monguor)
- Le canton de Donghe (zh) (东和乡)
- Le canton de Donggou (zh) (东沟乡)
- Le canton de Linquan (zh) (林川乡)
- Le canton de Taizi (zh) (台子乡)
- Le canton de Xishan (zh) (西山乡)
- Le canton de Caijiabao (zh) (蔡家堡乡)
- Le canton tibétain de Songduo (zh) (松多藏族乡)
- Le canton tibétain de Bazha (zh) (巴扎藏族乡)

## Histoire
Huzhu a été organisé en tusi d'ethnie tu (ou Monguor), dirigé par la famille Qi (祁家) de cette ethnie, et dont le premier représentant prend le titre de Dongqi tusi (东祁土司).

## Culture

### Patrimoine
- Gönlung Champa ling monastère Gelugpa, détruit en 1724, puis reconstruit en 1732.
- Une église chrétienne construite en 1914, au sommet d'une montagne, près de Dacun, sur le canton de Dongshan (zh)[5].